# Novopidkreaj, Țarîceanka
Novopidkreaj (în ucraineană Новопідкряж) este localitatea de reședință a comunei Novopidkreaj din raionul Țarîceanka, regiunea Dnipropetrovsk, Ucraina.

## Demografie
Componența lingvistică a localității Novopidkreaj
     Ucraineană (98,07%)
     Rusă (1,84%)
     Alte limbi (0,09%)
Conform recensământului din 2001, majoritatea populației localității Novopidkreaj era vorbitoare de ucraineană (98,07%), existând în minoritate și vorbitori de rusă (1,84%).